# دهستان سوندا
دهستان سوندا (به لاتین: Sonda Parish) یک دهستان در استونی است که در شهرستان ایدا-ویرو واقع شده‌است.

## خصوصیات
دهستان سوندا ۱۶۱ کیلومترمربع مساحت و ۱٬۰۱۹ نفر جمعیت دارد.